# Záznějový oscilátor

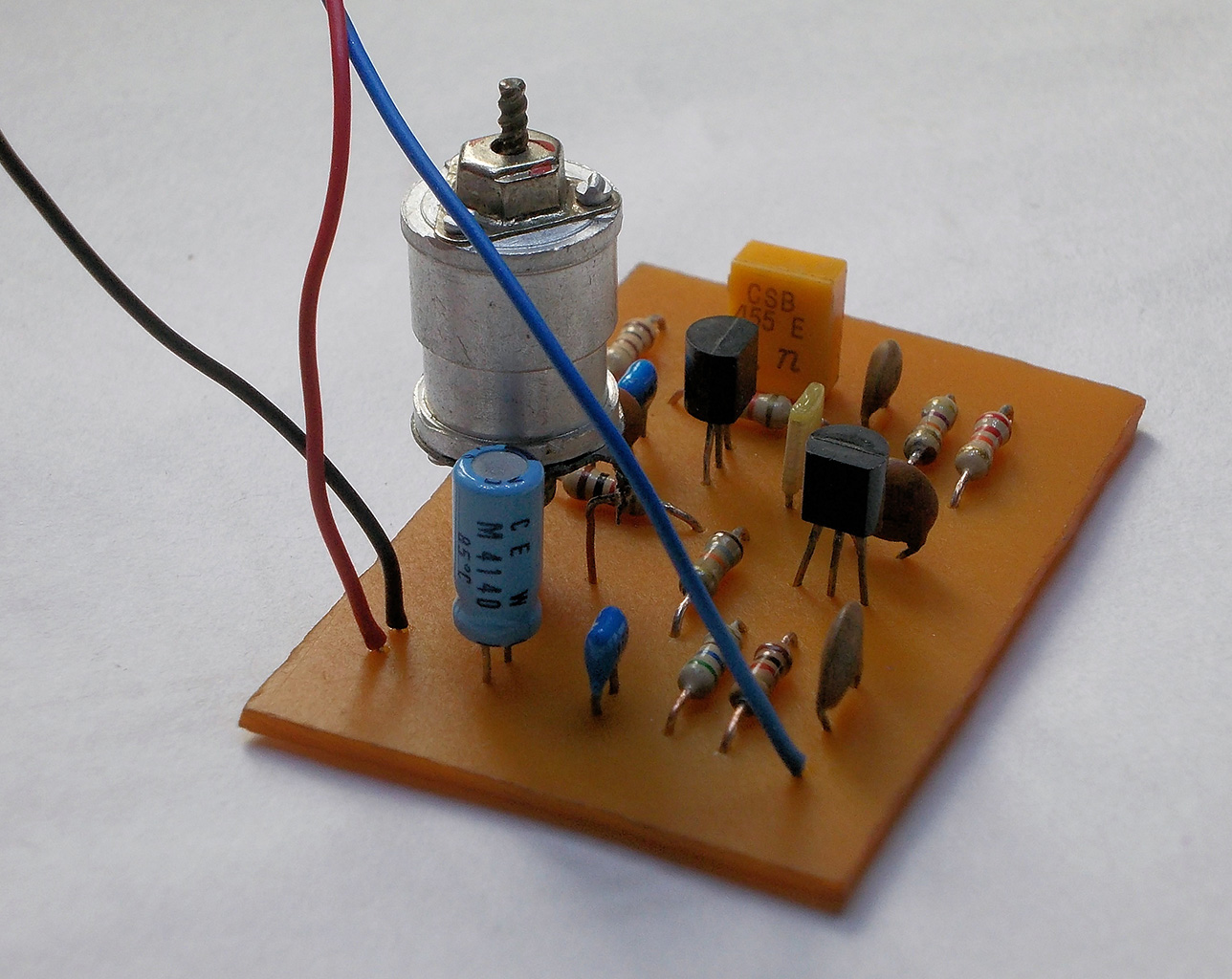
Doma vyrobený přídavný záznějový oscilátor 455 kHz

Záznějový oscilátor (anglicky beat frequency oscillator, odtud zkratka BFO) je zvláštní oscilátor v rádiovém přijímači sloužící k převodu telegrafního signálu kódovaného pomocí Morseovy abecedy vysílaného přerušováním nemodulované nosné vlny na slyšitelný nízkofrekvenční signál. Signál ze záznějového oscilátoru je směšován s přijímaným signálem, čímž vzniká heterodynní nebo záznějový kmitočet, který je slyšet jako tón ve sluchátkách nebo v reproduktoru.
Záznějový oscilátor slouží také pro demodulaci fonických (hlasových) signálů při modulaci s jedním postranním pásmem (anglicky Single-sideband, SSB) zpět na srozumitelný signál. Záznějový oscilátor v tomto případě obnovuje nosnou vlnu, která byla potlačena ve vysílači.
Záznějový oscilátor bývá součástí komunikačních přijímačů určených pro krátkovlnné posluchače a je prakticky nezbytný pro příjem radioamatérského vysílání, při kterém se používá převážně modulace CW a SSB.
Záznějový oscilátor vynalezl v roce 1901 kanadský inženýr Reginald Fessenden. Přijímač, který nazýval „heterodyne“, byl první aplikací principu heterodynního principu.

## Úvod
Při rádiovém přenosu telegrafních zpráv kódovaných pomocí Morseovy abecedy nemodulovanou nosnou vlnou (anglicky Continous Wave, CW), které Mezinárodní telekomunikační unie označuje zkratkou A1A, je informace je přenášena přerušováním nemodulované rádiové nosné vlny. Impulsy nosné vlny různé délky nazývané „tečky“ a „čárky“ vytváří operátor klíčováním (zapínáním a vypínáním) vysílače pomocí telegrafního klíče. Jde o nejstarší typ rádiového přenosu, který byl na začátku 20. století používán amatéry i komerčními telegrafními společnostmi pro přenos soukromé komunikace mezi osobami. S rozvojem jiných druhů modulace význam CW postupně klesal, a od druhé poloviny 20. století se používá téměř výhradně pro radioamatérskou komunikaci..
Přerušovaná nosná vlna není modulovaným zvukovým signálem, takže CW signály nejsou slyšitelné na běžném AM rozhlasovém přijímači – samotná nosná má stejný průběh jako ticho při amplitudové modulaci. Aby byly impulsy nosné v přijímači slyšitelné, musí se použít záznějový oscilátor. Záznějový oscilátor je vysokofrekvenční elektronický oscilátor, který generuje sinusový (harmonický) signál o konstantní frekvenci fBFO, která se poněkud liší od mezifrekvenčního kmitočtu fMF přijímače. Tento signál je kombinovaný s mezifrekvenčním kmitočtem před druhým směšovačem (demodulátorem) přijímače, který se nazývá detektor. V detektoru vzniká signál, který obsahuje součet a rozdíl obou frekvencí; záznějový kmitočet (heterodyn) ve slyšitelném pásmu je jejich rozdíl: faudio = |fMF - fBFO| který je slyšet jako tón v reproduktor přijímače. Během impulsů nosné vzniká záznějový kmitočet, zatímco mezi impulsy není nosný kmitočet přítomen, takže žádný tón nevzniká. Díky záznějovému oscilátoru jsou „tečky“ a „čárky“ Morseovy abecedy slyšitelné, což zní z reproduktoru jako „pípání“ různé délky. Posluchač, který zná Morseovu abecedu, může dekódovat tento signál pro získání textové zprávy.
V prvních přijímačích s přímým zesílením používaných v 10. a 20. letech 20. století se signál záznějového oscilátoru směšoval přímo s vysokofrekvenčním signálem přijímané stanice. Při přelaďování přijímače na frekvenci jiné stanice se musela měnit také frekvence záznějového oscilátoru, takže záznějový oscilátor musel být přeladitelný přes celý frekvenční rozsah přijímače.
V moderních superheterodynních přijímačích jsou různé frekvence jednotlivých stanic převedeny na stejný mezifrekvenční kmitočet (MF) pomocí směšovače. Záznějový oscilátor, který vytváří zázněj se signálem o mezifrekvenčním kmitočtu, pak má konstantní frekvenci. Přijímač bývá vybaven vypínačem záznějového oscilátoru, aby jeho signál nerušil při příjmu jiných typů signálů, například AM nebo FM. Knoflíkem na předním panelu lze obvykle v malém rozsahu měnit frekvenci záznějového oscilátoru, aby výška výsledného tónu nejlépe vyhovovala sluchu operátora.

## Příklad

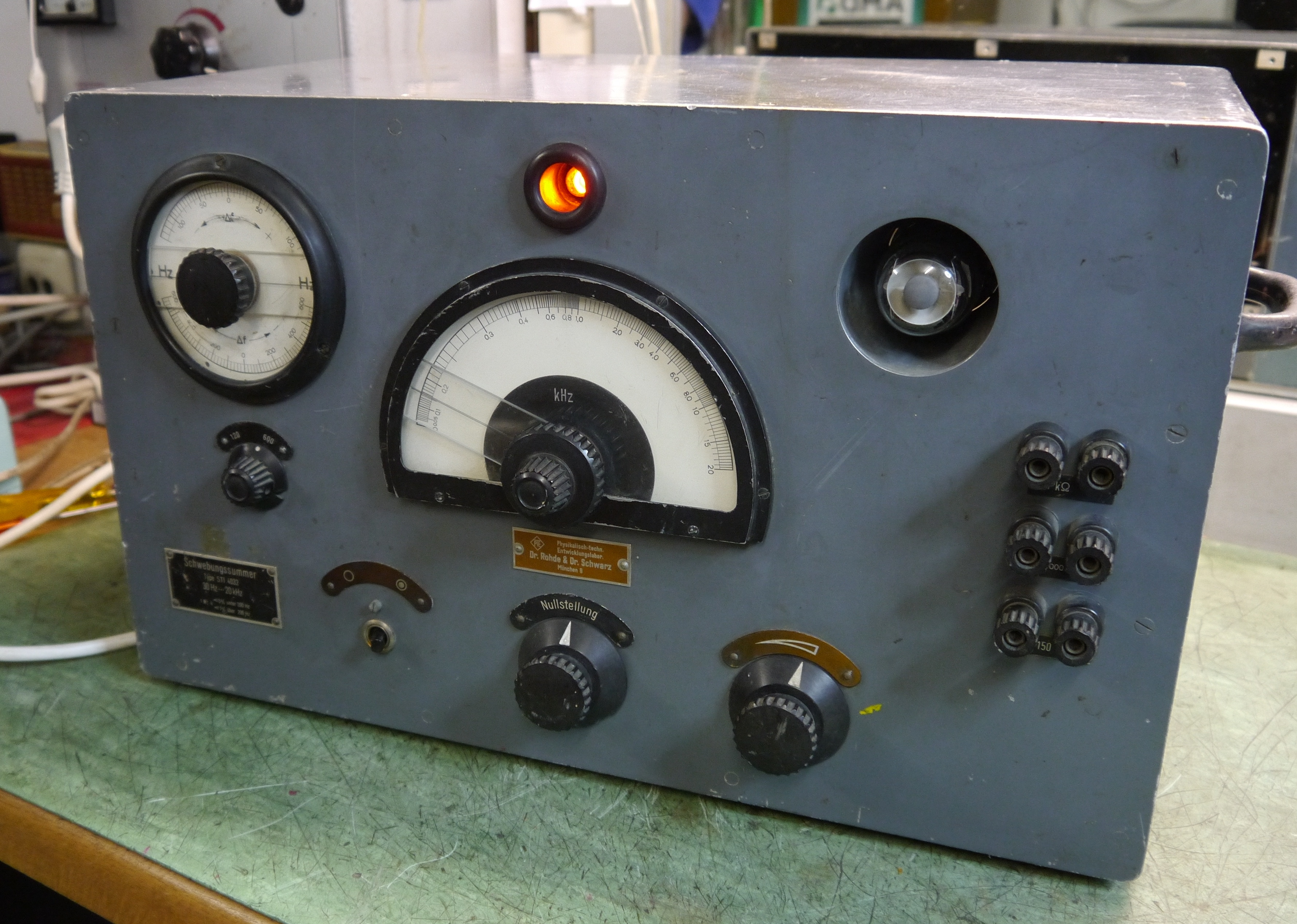
Záznějový oscilátor Rohde und Schwarz STI4032 z roku 1944 určený pro přijímače bez vestavěného záznějového oscilátoru

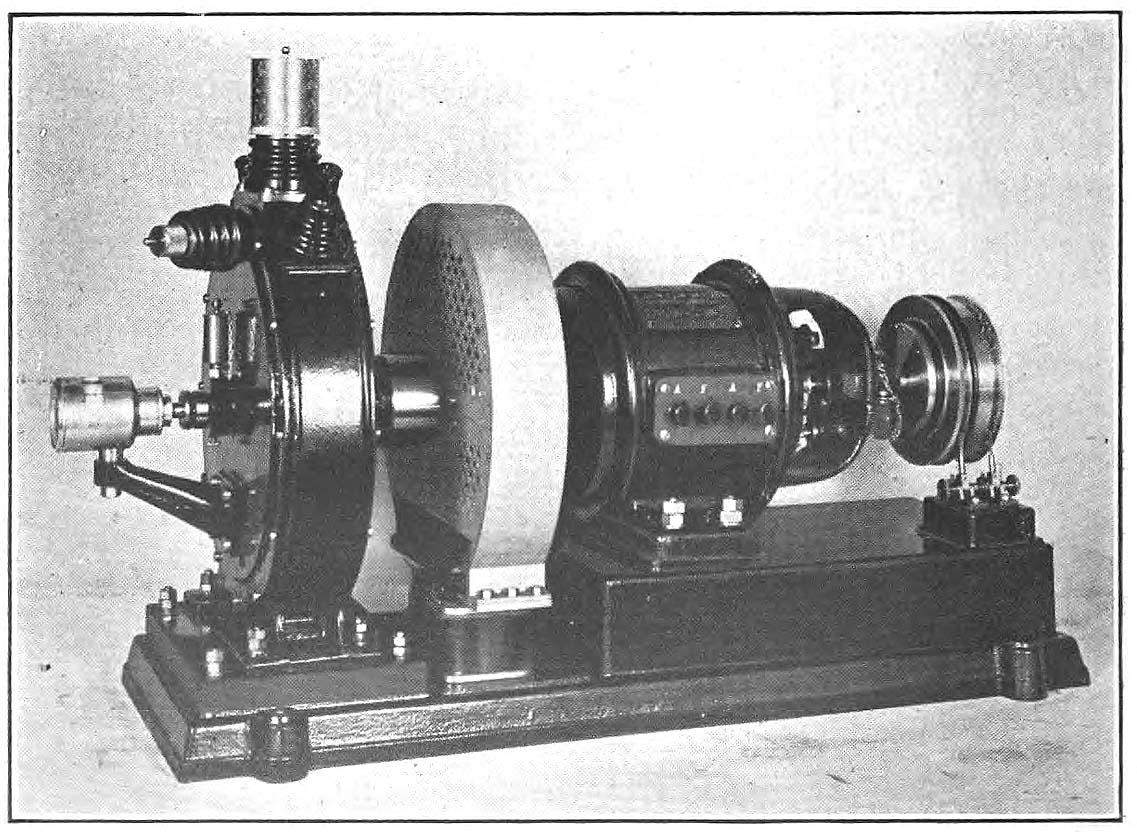
Jeden z prvních primitivních záznějových oscilátorů, Goldschmidtovo tónové kolo. Před vynálezem oscilátorů s vakuovými elektronkami používaly první CW přijímače kolo s elektrickými kontakty po obvodu, které bylo motorem roztočené na vysokou rychlost a přerušovalo proud pro získání vysokofrekvenčního signálu, který v kombinaci s přicházejícím rádiovým signálem produkuje zázněje. Na fotografii je oscilátor použitý v Tuckertonově transatlantické přijímací stanici v New Jersey v roce 1917, který vytvářel signál 40 kHz.

Přijímač s mezifrekvenčním kmitočtem fMF = 45000 Hz je naladěn na radiotelegrafní signál. To znamená, že je tento signál převeden ve směšovači na impulsy o frekvenci 45000 Hz, které nejsou slyšitelné.
Pro získání slyšitelného signálu je nutné jeho frekvenci mezifrekvenčního signálu posunout do slyšitelného pásma, například faudio = 1000 Hz. Aby se toho dosáhlo, musí mít záznějový oscilátor frekvenci fBFO 44000 nebo 46000 Hz.
Smícháním signálu s frekvencí fMF se signálem záznějového oscilátoru v detektoru přijímače vznikají dva jiné kmitočty nazývané heterodynní: |fMF − fBFO| a |fMF + fBFO|. Rozdílový kmitočet faudio = |fMF − fBFO| = 1000 Hz, se nazývá záznějový kmitočet.
Součtová frekvence (FMF + Fbfo) = 89000 nebo 91000 Hz, není potřebná. Může být odstraněný dolnopropustným filtrem; jako dolnopropustný filtr může posloužit i akustický měnič (sluchátka nebo reproduktor), který není schopen kmitat tak vysokou frekvencí.
Pro získání zázněje o kmitočtu 1000 Hz lze použít kmitočet záznějového oscilátoru fBFO = 44000 nebo 46000 Hz.
Změnou kmitočtu záznějového oscilátoru v okolí 44000 (nebo 46000) Hz může posluchač měnit kmitočet výstupního zvuku; to je užitečné pro opravu vlivu malých rozdílů mezi naladěním vysílače a přijímače, což je obzvlášť užitečné při příjmu hlasu přenášeného modulací SSB. Vlny vytvořené záznějovým oscilátorem vytvářejí ve směšovači přijímače zázněje vůči MF signálu. Každá odchylka frekvence lokálního oscilátoru nebo záznějového oscilátoru ovlivňuje výšku tónu výsledného zvukového signálu, proto je třeba používat velmi stabilní oscilátory.
Pro příjem signálu s jedním postranním pásmem musí být frekvence záznějového oscilátoru nastavena výše nebo níže, než je mezifrekvenční kmitočet přijímače, podle toho, jaké postranní pásmo se používá.

## Jiné použití
Jiný druh záznějového oscilátoru slouží jako nastavitelný generátor nízkofrekvenčního zvukového signálu. Signál z pevného krystalem řízeného oscilátoru je směšován se signálem z přeladitelného oscilátoru; rozdílový kmitočet ve slyšitelném pásmu se zesiluje a je dostupný na výstupu generátoru signálu. Použitím krystalu a proměnného oscilátoru s frekvencí vyšší, než je požadovaná akustická frekvence, lze malou změnou proměnného oscilátoru získat široký rozsah kmitočtů. Záznějový oscilátor může produkovat výstup s velmi nízkým zkreslením, ale oba použité oscilátory musí být velmi stabilní, aby získaný signál měl konstantní kmitočet.